# John Rissler
John Gottlieb Rissler, född 21 januari 1863 i Östersund, död 11 mars 1931 i Stockholm, var en svensk kirurg. Han var son till Gottlieb Rissler, gift med Sigrid Rissler och far till Gerd Rissler.
Rissler blev student 1881, medicine kandidat vid Uppsala universitet 1885 samt medicine licentiat vid Karolinska Institutet i Stockholm 1890. Redan därförinnan hade han med framgång ägnat sig åt vetenskaplig forskning och utgett en större avhandling, Zur Kenntnis der Veränderungen des Nervensystems bei Poliomyelitis acuta anterior (i Nordiskt medicinskt arkiv", band 20). Efter avlagd examen förestod han 1891 professuren i histologi vid Karolinska institutet och ägnade sig därefter åt kirurgin. Han utgav 1893 för medicine doktorsgrad avhandlingen Om intrakraniela komplikationer vid otitis media purulenta och blev 1894 docent i kirurgi vid Karolinska institutet, från vilken befattning han 1897 tog avsked. År 1895 utnämndes han till överkirurg vid Maria sjukhus och var 1911–1928 överkirurg vid Sabbatsbergs sjukhus. År 1911 utgav han Om operativ behandling af frakturer (osteosyntes).